# Parafia św. Katarzyny w Straszewie
Parafia św. Katarzyny w Straszewie – parafia rzymskokatolicka w diecezji elbląskiej. Erygowana w 1320 roku, reerygowana 15 lutego 1932 roku.
Na obszarze parafii leżą miejscowości: Straszewo, Dubiel Mały, Klecewko, Trzciano, Szadowo. Tereny te znajdują się w gminie Ryjewo i gminie Kwidzyn, w powiecie kwidzyńskim, w województwie pomorskim.
Kościół w Straszewie został wybudowany w 1520 roku, wtedy też konsekrowany.
W tutejszej parafii urodził się i wychował błogosławiony Władysław Demski.